# Vaychis
Vaychis – miejscowość i gmina we Francji, w regionie Oksytania, w departamencie Ariège.
Według danych na rok 2010 gminę zamieszkiwało 31 osób, a gęstość zaludnienia wynosiła 76 osób/km².